# 艮山门
30°16′30″N 120°10′43″E / 30.274916°N 120.178530°E艮山门是杭州古城的东北门。

## 历史
五代吴越时筑罗城（外城），保德门为十城门之一。南宋绍兴二十八年，门址移于菜市河以西，改名艮山门（艮为北，艮山，为城北之小山。北宋汴京有“艮岳”之名，取名艮山有思念故国之意）。艮山门内有顺应桥，俗称坝子桥，艮山门因而也名坝子门。
元初至元十三年（1276年）元兵攻占杭州城，艮山门被毁。元末至正十九年，艮山门在保德门故址重建。宋元以来艮山门一带为著名的“杭纺”主产地，个体丝织户与机纺作坊遍布于此，因此杭州民谣有“坝子门外丝篮儿”之称。
艮山门于1913年因筑路被拆除，故址立有石碑。